# Progress MS-18
Progress MS-18 (rusky: Прогресс МC-18, identifikace NASA: Progress 79P) byla ruská nákladní kosmická loď řady Progress postavená společnosti RKK Energija a provozovaná agenturou Roskosmos za účelem zásobování Mezinárodní vesmírné stanice (ISS). Celkově se jednalo o 170. let lodi Progress.

## Loď Progress MS

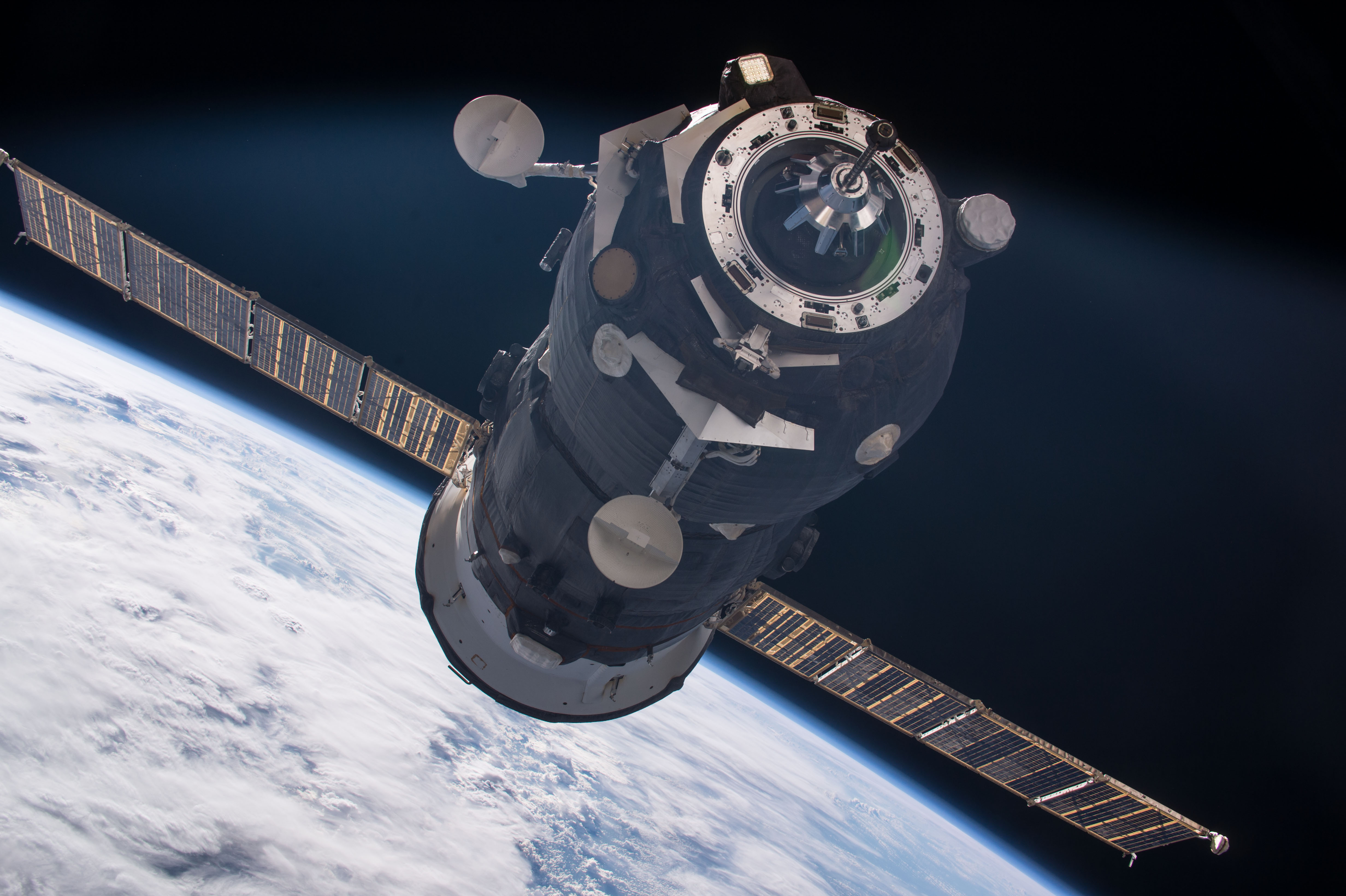
Progress MS-01 při testu odpojení a připojení k ISS.

Progress MS je celkem pátá varianta automatické nákladní kosmické lodi Progress používané od roku 1978 k zásobování sovětských a ruských vesmírných stanic Saljut a Mir a od roku 2000 také Mezinárodní vesmírné stanice (ISS). První let této varianty s označením Progress MS-01 odstartoval 21. prosince 2015. Celková délka lodi dosahuje 7,2 metru, maximální průměr 2,72 metru, rozpěti dvou solárních panelů 10,6 metru. Startovní hmotnost je až 7 300 kg, z toho užitečné zatížení může dosáhnout až 2 600 kg.
Varianta MS zachovává základní koncepci vytvořenou už pro první Progressy. Skládá se ze tří sekcí – nákladní (pro suchý náklad a vodu), pro tankovací komponenty (na kapalná paliva a plyny) a přístrojové. Varianta je oproti předchozí verzi M-M doplněna o záložní systém elektromotorů pro dokovací a těsnicí mechanismus, vylepšenou ochranu proti mikrometeoroidům a zásadně modernizované spojovací, telemetrické a navigační systémy včetně využití satelitního navigačního systému Glonnas a nového – digitálního – přibližovacího systému Kurs NA. Od lodi MS-03 pak Progressy obsahují také nový vnější oddíl, který umožňuje umístění čtyř vypouštěcích kontejnerů pro celkem až 24 CubeSatů.

## Průběh mise
Progress MS-18 odstartoval 28. října 2021, 32 sekund po půlnoci UTC, na raketě Sojuz 2.1a z kosmodromu Bajkonur. K zadnímu portu modulu Zvezda se připojil 30. října v 01:31:19 UTC. Během sedmi měsíců, po které byla připojena ke stanici, loď provedla celkem 9 plánovaných i mimořádných orbitálních manévrů za účelem změny dráhy ISS. Progress naplněný zhruba 1 300 kg odpadu se od stanice oddělil 1. června 2022 v 08:02:51 UTC a po brzdícím manévru (snížení rychlosti letu o 123 m/s čtyřminutovým zážehem brzdících trysek) vstoupil kolem 11:45 UTC do horních vrstev atmosféry a zanikl. Případné zbytky, které neshořely během proletu atmosférou, dopadly do Tichého oceánu, zhruba 2 700 km východně od novozélandského Wellingtonu, kolem 13:51 UTC.

## Náklad
Kosmická loď Progress MS-18 dopravila na ISS celkem 2 550 kg nákladu.
- Suchý náklad: 1520 kg
- Palivo: 550 kg
- Kyslík: 48 kg
- Dusík: 13 kg
- Voda: 420 kg

Suchý náklad kromě zásob různého druhu, včetně dodávky čerstvého ovoce a zeleniny, obsahuje také nové experimenty pro vědecký modul Nauka, zaměřené mimo jiné na studium radiační situace na oběžné dráze, změny vlastností biologických objektů, vývoj metod a technických prostředků pro sledování sterility zařízení nebo na fyzikální procesy krystalizace proteinů.